# Senec
Senec (in ungherese Szenc, in tedesco Wartberg) è una città della Slovacchia, capoluogo del distretto omonimo, nella regione di Bratislava.

## Geografia fisica
La città si trova a nord est di Bratislava (25 km) a cui è collegata dall'autostrada D1.
Il comune comprende anche le località di Svätý Martin, Červený Majer e Horný Dvor.

## Storia
Senec è menzionata per la prima volta nel 1252 con il nome di Wortperk e i privilegi di città le furono attribuiti alla fine del XV secolo. Il nome attuale è in uso dalla metà del XX secolo e deriva da Zemch e Szempc. Il nome storico tedesco è Wartberg.

## Luoghi d'interesse
- Chiesa di San Nicola, nella parte sud est della città;
- Slnečné jazerá, laghi ad est dell'abitato.

## Amministrazione

### Gemellaggi
- Mosonmagyaróvár, Ungheria
- Parndorf, Austria
- Segna, Croazia